# Фу Си
Фу Си (на китайски: 伏羲; пинин: fúxī), известен също като Паоси (на традиционен китайски: 庖犧, на опростен китайски: 庖牺, на пинин: páoxī), е митологична фигура в китайската митология, от средата на 29 в. пр. Хр. Той е първият от Тримата повелители (三皇 sānhuáng) на Древен Китай. Той е литературен герой, смятан за създател на писмеността и откривател на лова и риболова.
Свързан е с митовете за сътворението на човешкия род, тъй като със сестра си Ню'уа са единствените оцелели от потопа. Те се оттеглили в тиквена лодка в митичната планина Кунлун,:с. 8 където се молили за знак от Небесния Император. Божеството одобрило съюза им и те се заели със създаването на човечеството. За да ускорят процеса, Фуси и Ню'уа използвали глина за направа на човешките фигури и с дарената им божествена сила им вдъхнали живот. Фуси управлявал наследниците си около 115 – 116 години (2852 – 2737/2836 пр. Хр.).